# Immunocytochemia
Immunocytochemia – metoda wykrywania i lokalizacji składników komórek i tkanek na zasadzie antygen–przeciwciało.
Przeciwciało jest białkiem syntetyzowanym przez zwierzęta i ludzi w odpowiedzi na obecność obcej substancji, zwanej antygenem. Białka te mają zdolność swoistego rozpoznania antygenu i wiązania się z jego determinantami antygenowymi (grupami rozpoznawanymi przez przeciwciało) poprzez antydeterminantę zlokalizowaną w obrębie fragmentu Fab. Przeciwciała (zwane również immunoglobulinami) mają swoiste powinowactwo do antygenów, które wywołują ich syntezę. Efektywnymi antygenami są białka, polisacharydy i kwasy nukleinowe.